# Sceloporus druckercolini
Espèce
Sceloporus druckercolini est une espèce de sauriens de la famille des Phrynosomatidae.

## Répartition
Cette espèce est endémique du Guerrero au Mexique.

## Étymologie
Cette espèce est nommée en l'honneur de René Raúl Drucker-Colín.

## Publication originale
- Perez-Ramos & Saldana De La Riva, 2008 : Morphological revision of lizards of the formosus group, genus Sceloporus (Squamata: Sauria) of southern Mexico, with description of a new species. Bulletin of the Maryland Herpetological Society, vol. 44, no 3, p. 77-98.